# Рутченкове поле
Рутченкове поле — місце масових поховань жертв радянського терору 1930—1940-х років у Кіровському районі Донецька. Географічні координати: широта:47,949794° ; довгота: 37.709396°

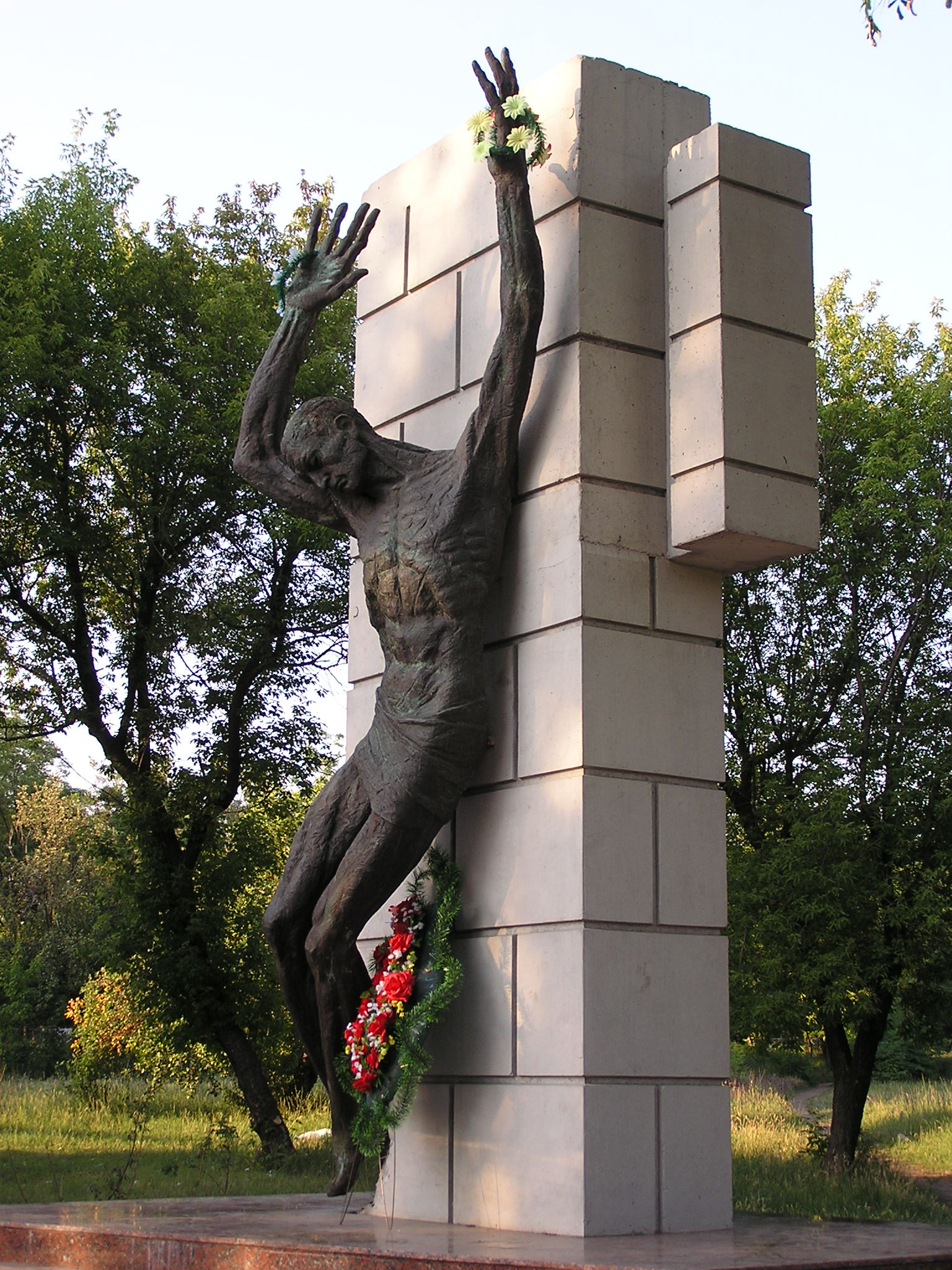
Пам'ятник жертвам політичних репресій на Рутченковому полі.

Вперше інформацію про злочини радянської влади оприлюднила німецька адміністрація восени 1941 року. За численними свідченнями очевидців, німці зігнали місцевих жителів у поле і продемонстрували їм недавно закопані трупи. Нацисти використовували трагедію Рутченкового поля у своїй пропаганді.
Весною 1989 року на території Рутченкового поля під час розкопок було виявлено понад 500 останків людей з простреленими черепами.
Спираючись на дослідження встановили, що це поховання жертв терору 1930 — 1940-х років. Активну участь в розкопках брала громадська організація «Донецький меморіал». За даними організації на Рутченковому полі поховано від п'яти до семи тисяч жертв репресій.
Проте далеко не всі поховані на Рутченковому полі були жертвами політичних репресій. Близько п'яти сотень становили поранені червоноармійці та підлітки-учні фабрично-заводських училищ, яких не встигли евакуювати і через це розстріляли у 1941 році перед взяттям Сталіно німецькими військами.
16 вересня 1989 року провели перепоховання останків у двох братських могилах. У 2005 році в місці поховання встановили пам'ятник жертвам політичних репресій.

## Спогади очевидців
За спогадами очевидців, приблизно з середини 30-х років добротний двох або навіть трьох метровий дерев'яний паркан огороджував частину Рутченкового поля у формі прямокутника в районі 11-го селища. Крім паркану це місце було оточено і колючим дротом. Височіла дерев'яна вишка з автоматником, ночами «об'єкт» охоронявся сторожем з собакою або собаками. Місцевим жителям вже тоді було добре відомо, що тут знаходиться не просто чергова «заборонена зона», а й те, що вона є місцем страти засуджених «ворогів народу». Уже пізніше членами Меморіалу було встановлено, що численні жертви доставлялися в Рутченкове з будівлі сучасної консерваторії, де в ті роки розташовувалось — НКВС. Майже кожен вечір «чорний ворон» підвозив нові партії «ворогів народу». Частина жертв була вже мертвими, проте багатьох привозили саме сюди на екзекуцію. На території «об'єкта» були прориті довгі траншеї до 100 метрів, які заповнювалися тілами страчених. Одна з таких траншей була розкопана Донецьким Меморіалом навесні і влітку 1989 року.
Народна пам'ять донесла до нас і страшні свідоцтва про розстріл на цьому місці військового шпиталю, що розташовувався в перші місяці війни в будівлі міської лікарні № 24 перед самою німецькою окупацією. Така ж доля спіткала і учнів ФЗУ — дітей «ворогів народу», яких не встигли або не побажали евакуювати.
Юрій Михайлович Грязін, який особисто побував на полі восени 1941-го свідчив що бачив, як лежали «мертві радянські солдати, багато перебинтованих, деякі без рук, без ніг. Тут же в траншеях лежало чимало милиць».